# Raúl Méndez
Raúl Méndez  (La Laguna, Torreón, 1975. április 11. –) mexikói színész.

## Élete
Raúl Méndez 1975. április 11-én született Torreónban. Karrierjét 1998-ban kezdte. 2011-ben főszerepet játszott az El sexo débil című sorozatban. 2013-ban Chacorta szerepét játszotta az El Señor de los Cielos című telenovellában.

## Filmográfia

### Filmek
| Év   | Cím                               | Szerep                 | Rendező              |
| ---- | --------------------------------- | ---------------------- | -------------------- |
| 2000 | Beso nocturno                     |                        | Boris Rodríguez      |
| 2002 | Demasiado amor                    | Sergio                 | Ernesto Rimoch       |
| 2002 | El tigre de Santa Julia           | Miranda                | Alejandro Gamboa     |
| 2003 | Midas                             | Paco                   | Carlos Morales       |
| 2004 | Matando Cabos                     | Botcha                 | Alejandro Lozano     |
| 2005 | The Legend of Zorro               | Ferroq                 | Martin Campbell      |
| 2006 | Un mundo maravilloso              | Image Consultant       | Luis Estrada         |
| 2006 | Morirse en domingo                | Eleuterio              | Daniel Gruener       |
| 2006 | Kilometer 31                      | Omar                   | Rigoberto Castañeda  |
| 2007 | La sangre iluminada               | Roberto                | Iván Ávila Dueñas    |
| 2007 | Sultanes del Sur                  | Voyeurism in the theft | Alejandro Lozano     |
| 2008 | El viaje de Teo                   | Alejandro              | Walter Doehner       |
| 2008 | La ropa sucia                     |                        | Yoame Escamilla      |
| 2008 | Paraíso perdido                   | Darío                  | Ismael Nava Alejos   |
| 2009 | Amar a morir                      | Tiburón                | Fernando Lebrija     |
| 2010 | 2033                              | Goros                  | Francisco Laresgoiti |
| 2010 | El último justo                   | Agente Ramírez         | Manuel Carballo      |
| 2010 | Chamaco                           |                        | Miguel Necoechea     |
| 2010 | Sangre de familia                 | Lisandro               | Eduardo Rossoff      |
| 2010 | Abril y mayo                      | Alejandro              | José Luis Gutiérrez  |
| 2010 | Hidalgo:La historia jamás contada | Ignacio Allende        | Antonio Serrano      |
| 2010 | Lázaro                            |                        | Rigoberto Castañeda  |
| 2011 | Cristiada                         | Miguel Gomez Loza      | Dean Wright          |
| 2012 | Paramedicos                       | Damian                 | Fernando Rovzar      |

### Televízió
| Év   | Cím                                         | Szerep                       |
| ---- | ------------------------------------------- | ---------------------------- |
| 1998 | El amor de mi vida                          | Rodrigo                      |
| 2000 | Die Geiseln von Costa Rica                  | Talamanca                    |
| 2001 | Warden of Red Rock                          | Lefty                        |
| 2001 | Lo que callamos las mujeres                 | Octavio                      |
| 2001 | In the Time of the Butterflie               | Pedrito                      |
| 2002 | Fidel                                       | Rodríguez                    |
| 2002 | Feliz navidad mamá                          | Samuel                       |
| 2007 | Como Ama una Mujer                          | Diego                        |
| 2011 | El Sexo Débil                               | Dante Camacho                |
| 2012 | Lynch                                       | George González              |
| 2012 | Quererte Así                                | Marcial Andrade              |
| 2012 | Estado de gracia                            | Comandante Gonzalo Castorena |
| 2012 | Paramedics: A series based on actual events | Red Cross Damian Molina      |
| 2013 | El Señor de los Cielos                      | Víctor Casillas "Chacorta"   |